# Köpenick
Köpenick és un antic municipi i actual barri (Ortsteil) de la ciutat de Berlín. Està situat on conflueixen els rius Dahme i Spree al sud-est de la capital d'Alemanya. Anteriorment, era conegut com a Copanic i, després, com a Cöpenick, fins que a inicis de 1931 adoptà l'ortografia actual. Abans d'annexar-se a Berlín, Köpenick era una ciutat del districte de Teltow a la província prussiana de Brandenburg i, al 1920, amb la Llei del Gran Berlín, passà a formar part d'un districte homònim amb una àrea de 128 km², convertint-se en el districte amb més superfície de Berlín. En la reforma administrativa de 2001, el districte de Köpenick fou fusionat amb el de Treptow per crear el districte de Treptow-Köpenick.

## Castell de Köpenick

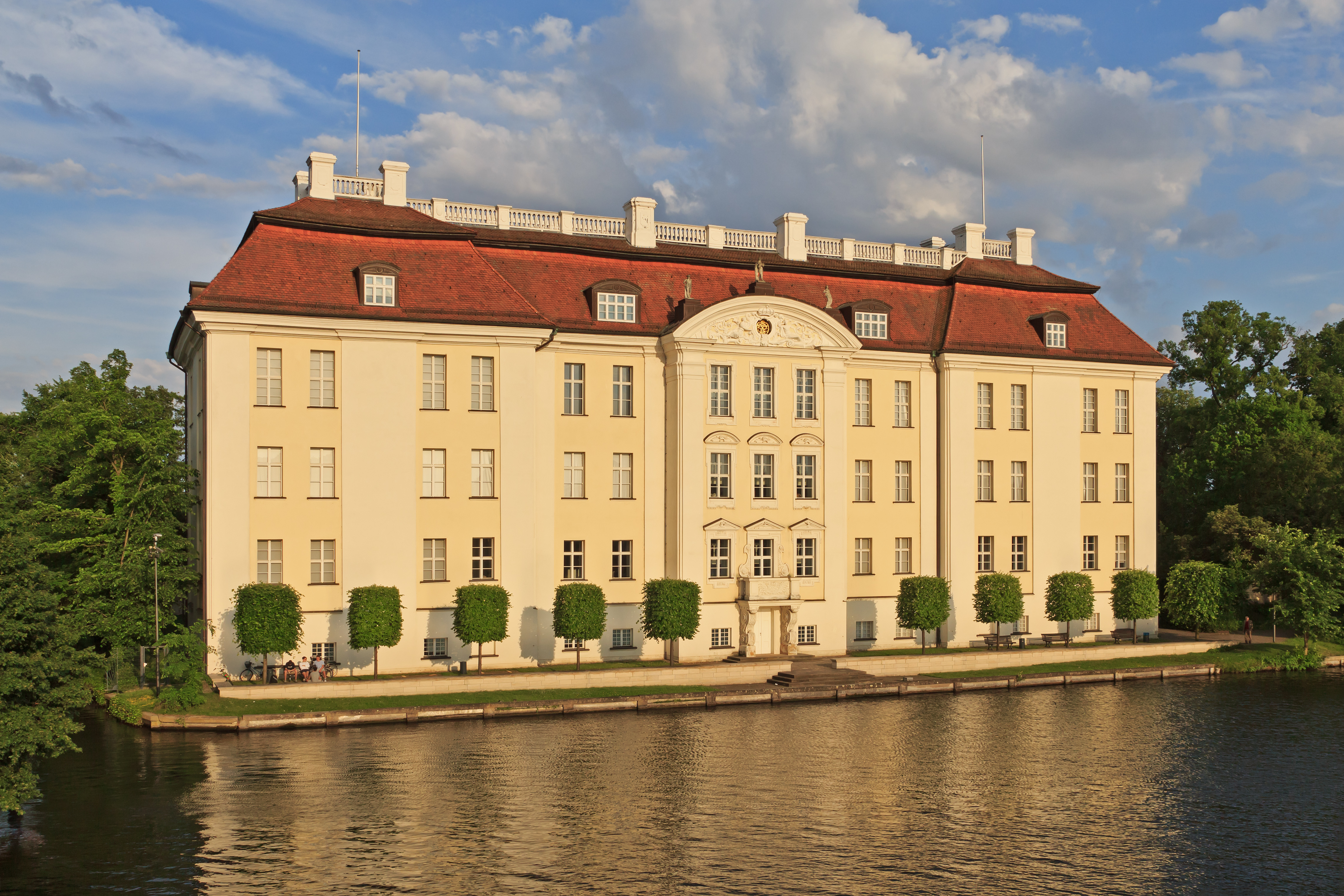
Schloss Köpenick.

El castell de Köpenick fou construït originalment el 1558 com un pavelló de caça per ordre de Joaquim II Hèctor de Brandeburg. L'edifici d'estil renaixentista estava situat a l'illa del riu en el mateix lloc d'una antiga fortalesa medieval. Joaquim II hi morí el 1571.
El 1631, funcionà com a base d'operacions del rei Gustau II Adolf de Suècia, des d'on demanà sense èxit l'ajuda del seu cunyat, en Jordi Guillem de Brandenburg, en la Guerra dels Trenta Anys.
Frederic I de Prússia feu remodelar i ampliar el pavelló de caça i des de 1677 hi visqué juntament amb la seva primera esposa, Elisabet Enriqueta de Hessen-Kassel. En aquest mateix lloc, el 1730, Frederic II el Gran, llavors príncep hereu, i el seu amic Hans Hermann von Katte confrontaren una cort marcial per càrrecs de deserció. Actualment, el castell està envoltat per un parc petit que serveix com a museu d'art decoratiu.

## Mitjans de transport
Tant el riu Dahme como el riu Spree són navegables. L'Spree connecta Köpenick amb el riu Havel i, d'allà, amb els sistemes fluvials de l'oest i centre d'Alemanya. El riu Dahme vincula el canal Oder-Spree amb la propera Schmöckwitz, facilitant una connexió navegable a Eisenhüttenstadt, l'Oder i Polònia.
Köpenick compta amb les estacions de Köpenick, Wuhlheide i Hirschgarten de la línia S3 i pel terminal de l'estació Spindlersfeld de la línia S47 del sistema de transport urbà de Berlín. Köpenick també és un node en el sistema de tramvies de Berlín amb les rutes 27, 60, 61, 62, 63, 67 i 68.

## Demografia
El creixement de la població de Köpenick (considerada com a ciutat fins al 1919 i com a localitat des de 1920) fou el següent:
| Any  | Habitants |
| ---- | --------- |
| 1871 | 5.267     |
| 1880 | 8.924     |
| 1890 | 14.619    |
| 1900 | 20.925    |
| 1910 | 30.879    |
| 1919 | 32.586    |
| 1939 | 54.744    |
| 1950 | 51.771    |
| 1963 | 52.359    |
| 2007 | 59.112    |

## Esports
L'estadi An der Alten Försterei és la seu de l'equip de futbol 1. FC Union Berlin que juga a la primera divisió d'Alemanya.